# Asia Pacific Deaf Games
Asia Pacific Deaf Games sono i giochi dei sordi che si organizzano nell'area pacifica.

## Storia
La prima edizione è stata organizzata nel 1984 a Hong Kong. Si giocano ogni quattro anni. Gli stati che partecipano ai giochi sono dell'Asia e dell'Oceania. Gli atleti sono sordi. Le due edizioni che dovevano essere presentate in Kuwait vengono annullate nel 2004 e nel 2008.

## Edizioni
| Anno        | Discipline                                                                           | Atleti | Paesi                      |
| ----------- | ------------------------------------------------------------------------------------ | ------ | -------------------------- |
| I (1984)    | calcio                                                                               | 150    | 6                          |
| II (1986)   | calcio                                                                               | 120    | 5                          |
| III (1988)  | calcio                                                                               | 120    | 5                          |
| IV (1992)   | calcio, tavolo tennis                                                                | 300    | 10                         |
| V (1996)    | atletica, badminton, calcio, tavolo tennis                                           | 500    | 16                         |
| VI (2000)   | atletica, badminton, bowling, calcio, nuoto, pallacanestro, pallavolo, tavolo tennis | 1000   | 23                         |
| (2004)      | nd                                                                                   | nd     | cancellata                 |
| (2008)      | nd                                                                                   | nd     | cancellata                 |
| VII (2012)  | 14                                                                                   | 1208   | 25                         |
| VIII (2015) | 12                                                                                   | 1170   | 23                         |
| IX (2019)   |                                                                                      |        | cancellata per le proteste |

## Medagliere
| Nazione       | Oro | Argento | Bronzo | Totale |
| ------------- | --- | ------- | ------ | ------ |
| Giappone      | 95  | 90      | 63     | 248    |
| Cina          | 66  | 55      | 48     | 169    |
| Taiwan        | 64  | 54      | 71     | 189    |
| Iran          | 41  | 29      | 32     | 102    |
| Corea del Sud | 38  | 49      | 44     | 131    |
| Malaysia      | 8   | 7       | 15     | 30     |
| Macao         | 6   | 0       | 4      | 10     |
| Australia     | 5   | 10      | 11     | 26     |
| India         | 5   | 10      | 11     | 26     |
| Indonesia     | 5   | 5       | 2      | 12     |